# Biodiversitäts-Hotspot
Als Biodiversitäts-Hotspots oder Brennpunkte der Biodiversität (englisch biodiversity hot spots) werden Regionen der Erde bezeichnet, in denen eine große Zahl an endemischen Pflanzen- und Tierarten vorkommt und deren Natur in besonderem Maße bedroht ist.
Die meisten dieser Regionen liegen um den Äquator verteilt. Die Länder, in denen sich Hotspots finden, bedecken weniger als 10 % der Erdoberfläche, sind aber Heimat von 70 % der weltweiten Fülle des Lebens (der Lebewesen). Die gemeinsame Fläche der insgesamt 36 ernannten Hotspot-Regionen entspricht bloß 2,5 % der Gesamtlandfläche der Erde. Ursprünglich bedeckten die 35 Hotspots einmal 15,7 % der Landoberfläche der Erde. 86 % des Habitats der Hotspots wurden jedoch durch den Menschen zerstört. 2,3 % der weltweiten Landfläche beherbergen 50 % aller Pflanzenarten, 55 % aller Süßwasserfischarten und 77 % (22.022) aller Landwirbeltiere. Ausgehend von der beobachteten Zahl der Landwirbeltiere in den Hotspots wird die Gesamtzahl aller vorkommenden Arten dort jedoch weit höher geschätzt. In Bezug auf den Endemismus in den Hotspots wurde festgestellt, dass 43 % aller Landwirbeltiere und 50 % der weltweiten Flora nur in den 36 ermittelten Biodiversitäts-Hotspots vorkommen.

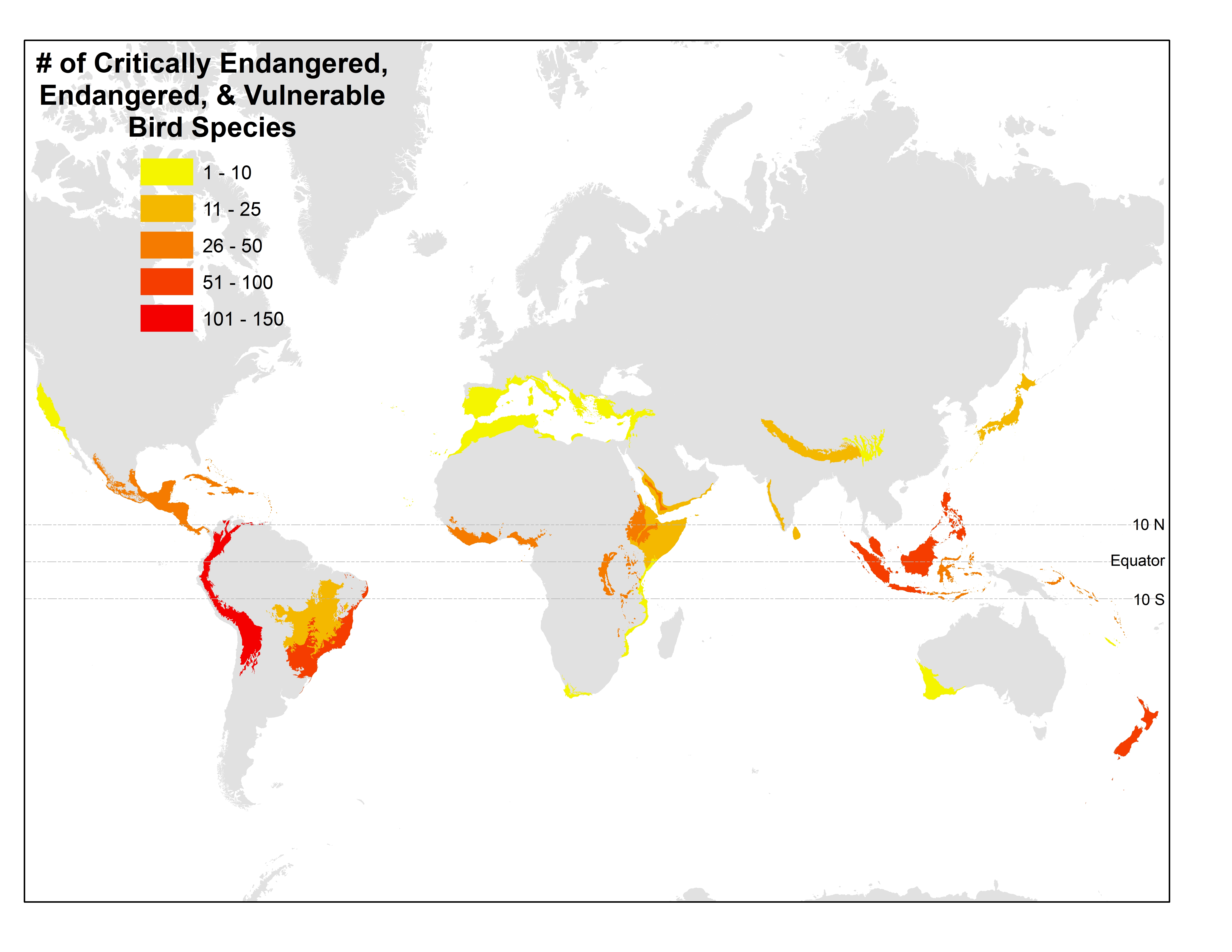
Gefährdete Vogelarten (2007): Weltweite Verteilung der gefährdeten Vögel. Die größte Dichte herrscht am Äquator und in Gebirgszügen sowie an Küsten.

 Ein ähnliches Konzept – das jedoch nicht auf die Gefährdungslage bezogen ist – ist das der Megadiversität. 

## Entwicklung des Forschungsfeldes
Naturschutzbiologen stellten fest, dass es global betrachtet Regionen mit einer großen Dichte an endemischen Arten gibt, die in der Regel in der Nähe des Äquators liegen. Das Konzept der Biodiversity-Hotspots wurde von den Biologen Russell Mittermeier und Norman Myers Ende der 1980er Jahre entwickelt. Auslöser war die als Dilemma empfundene Fragestellung, welche Gebiete für den Artenschutz die größte Bedeutung besitzen. Ziel war es, Naturschutzbemühungen weltweit sinnvoll zu bündeln.

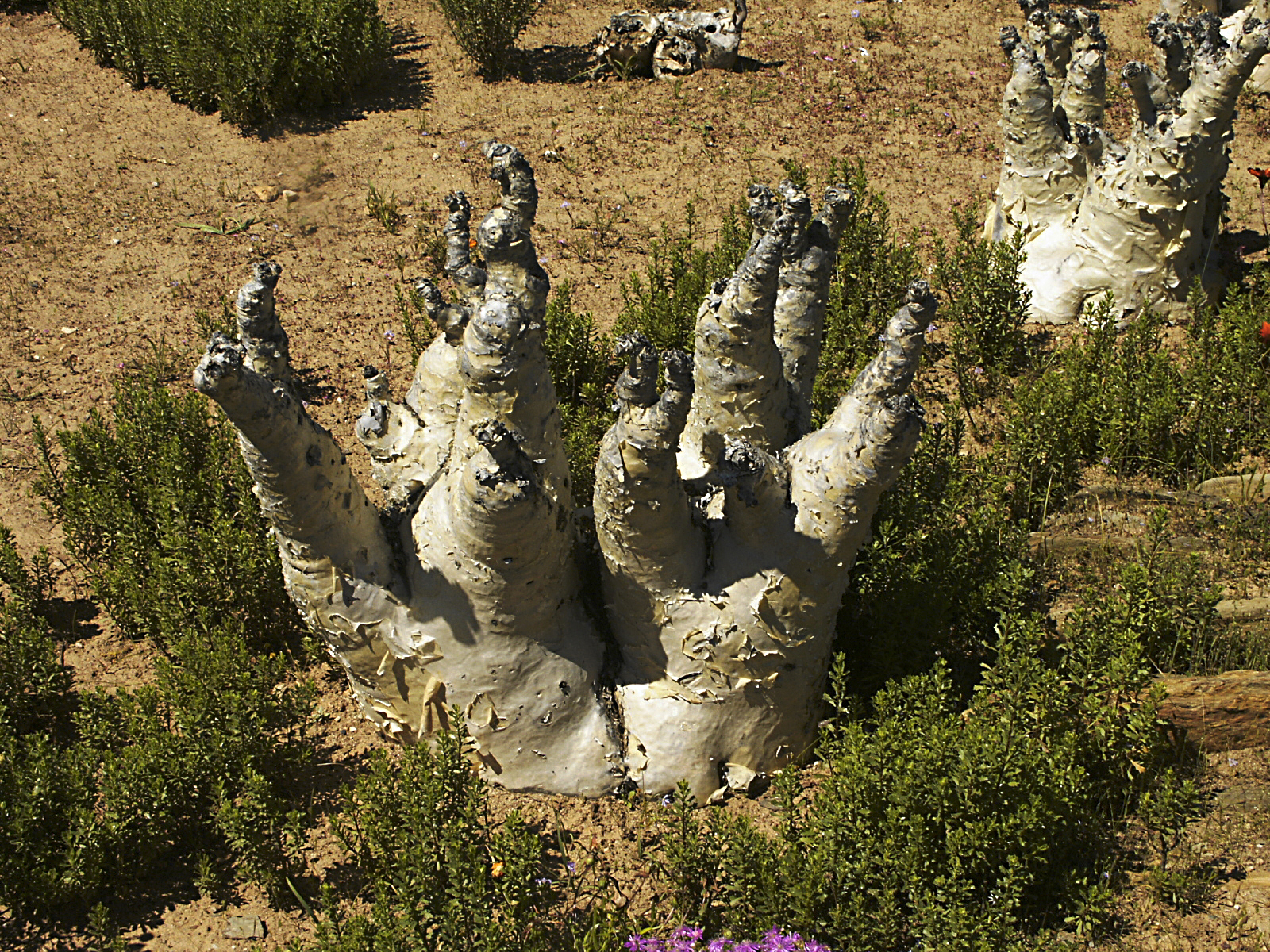
Tylecodon, der Butterbaum, eine typische Pflanze der Sukkulenten-Karoo.

Mittermeier hatte Primatenschutzprogramme weltweit unter dem Gesichtspunkt der Prioritätensetzung analysiert. Er fand heraus, dass weltweit vier Länder zwei Drittel aller Primatenarten beheimaten. Er weitete seine Untersuchung auf andere Säugetierarten, Vögel, Reptilien, Amphibien, Pflanzen und ausgewählte Insektengruppen aus. Den Begriff Biodiversität-Hotspot selbst prägte 1988 der britische Biologe Myers. Als biologische Basis für die Identifizierung einer Region als Hotspot wurde die Vielfalt der dort vorkommenden Pflanzenarten zugrunde gelegt. Hintergrund hierfür war, dass die Bestimmung und Erfassung bei Pflanzen weniger aufwändig ist wie auch dass von den bestehenden Pflanzenvorkommen die Diversität anderer Arten abhängt. Myers führte anhand der beiden Dimensionen Pflanzen-Endemismus und Lebensraumverlust biogeographische Kategorisierungen von Regionen durch.
1990 ergänzte Myers die bereits ausgewiesenen Hotspot-Gebiete um weitere acht Hotspots. Hierunter befanden sich auch vier Gebiete mit mediterranem Klima. 1996 überarbeitete die Non-Profit-Organisation Conservation International, deren Arbeitsschwerpunkt der Schutz der „Biodiversitäts-Hotspots“ ist, die Liste der am meisten schutzbedürftigen Hotspots.

## Kriterien

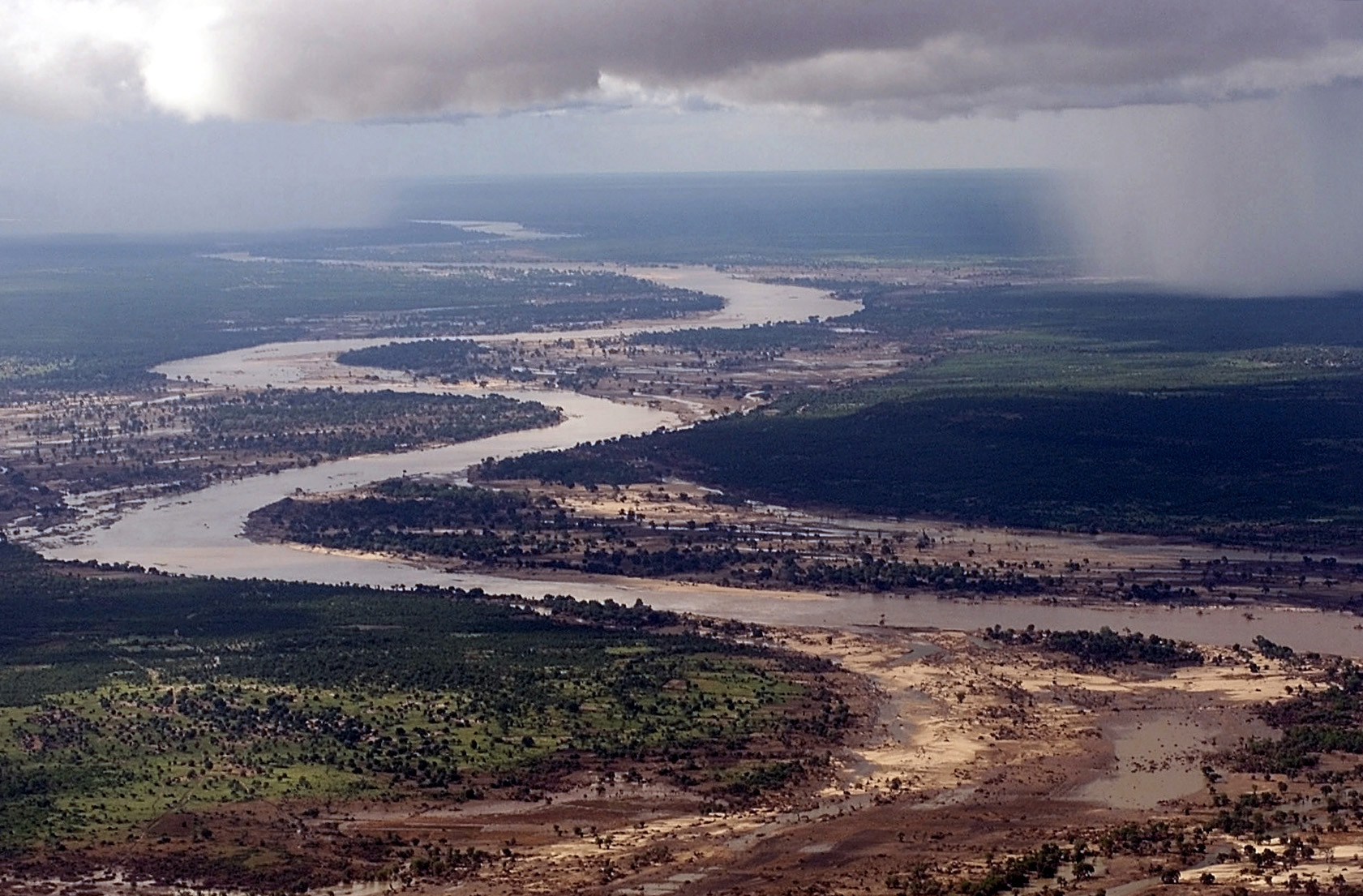
Limpopo-Fluss -Coastal Forests of Eastern Africa

Conservation International legte zunächst zwei strikte Kriterien fest, nach denen eine Region als Hotspot identifiziert wird:
1. Sie muss mindestens 1500 endemische Arten von Gefäßpflanzen aufweisen (und damit über 0,5 Prozent der Summe aller auf der Erde).
2. 70 Prozent ihres ursprünglichen Habitats müssen die Pflanzenarten dort bereits verloren haben.

1999 identifizierte CI 25 Biodiversitäts-Hotspots nach diesen Kriterien in dem Buch Hotspots: Earth’s Biologically Richest and Most Endangered Terrestrial Ecoregions. 2005 veröffentlichte die Organisation ein Update mit dem Titel Hotspots Revisited: Earth's Biologically Richest and Most Endangered Terrestrial Ecoregions.
Die für die Identifikation von Biodiversitäts-Hotspots verwendeten Kriterien werden in der Fachöffentlichkeit kontrovers diskutiert. Zum einen wird die Frage aufgeworfen, ob die Bedrohung der Biodiversität in die Definition eines Hotspots eingehen sollte. Zum anderen führt die Berücksichtigung anderer Organismengruppen oder die Betrachtung von Tieren neben Pflanzen zu unterschiedlichen Ergebnissen.

## Biodiversitäts-Hotspots nach Regionen
Nord- und Zentralamerika:
- 02. Mesoamerika (Mesoamerica)

Biodiversität-Hotspots: erweiterte biogeographische Verteilung der Regionen und Meeresgebiete mit der größten Artendichte auf unserem Planeten (teilweise stimmen die geographischen Markierungen nicht exakt mit den farblichen Gebieten überein)

- 03. Karibische Inseln (Caribbean Islands)
- 08. Kalifornien (California Floristic Province)
- 26. Subtropische Bergwälder Mexikos und im Südwesten der USA (Madrean Pine-Oak Woodlands)
- 36. Atlantische Küstenebene und Golfküstenebene Nordamerikas (North American Coastal Plain)

Südamerika:
- 01. Tropische Anden (Tropical Andes)
- 04. Mata Atlântica (Atlantic Forest)
- 05. Tumbes-Chocó-Magdalena (Tumbes-Chocó-Magdalena)
- 06. Cerrado (Cerrado)
- 07. Valdivianischer Regenwald (Chilean Winter Rainfall-Valdivian Forests)

Afrika:
- 09. Madagaskar und die Inseln des Indischen Ozeans (Madagascar and the Indian Ocean Islands)
- 10. Küstenwälder Ostafrikas (Coastal Forests of Eastern Africa)
- 11. Guineische Wälder Westafrikas (Guinean Forests of West Africa)
- 12. Kapflora (Cape Floristic Region)
- 13. Karoo (Succulent Karoo)
- 27. Maputaland-Pondoland-Albany (Maputaland-Pondoland-Albany)
- 28. Region in den Afrikanischen Bergen und im Süden der Arabischen Halbinsel (Eastern Afromontane)
- 29. Horn von Afrika (Horn of Africa)

Europa und Zentralasien:
- 14. Mittelmeerraum (Mediterranean Basin)
- 15. Kaukasus (Caucasus)
- 30. Iran-Anatolien (Irano-Anatolian)
- 31. Zentralasiatische Gebirgskette (Mountains of Central Asia)

Asien-Pazifik:
- 16. Sunda (Sundaland)
- 17. Wallacea (Wallacea)
- 18. Philippinen (Philippines)
- 19. Hinterindien (Indo-Burma)
- 20. Gebirgskette von Südwest-China (Mountains of South-Central China)
- 21. Westghats und Sri Lanka (Western Ghats and Sri Lanka)
- 22. Südwestaustralien (Southwest Australia)
- 23. Neukaledonien (New Caledonia)
- 24. Neuseeland (New Zealand)
- 25. Polynesien und Mikronesien (Polynesia and Micronesia)
- 32. Himalaya (Himalaya)
- 33. Japan (Japan)
- 34. Ostmelanesische Inseln (East Melanesian Islands)
- 35. Ostaustralische Wälder (Forests of East Australia)[9]

## Strategie zum Schutz der Biodiversitäts-Hotspots

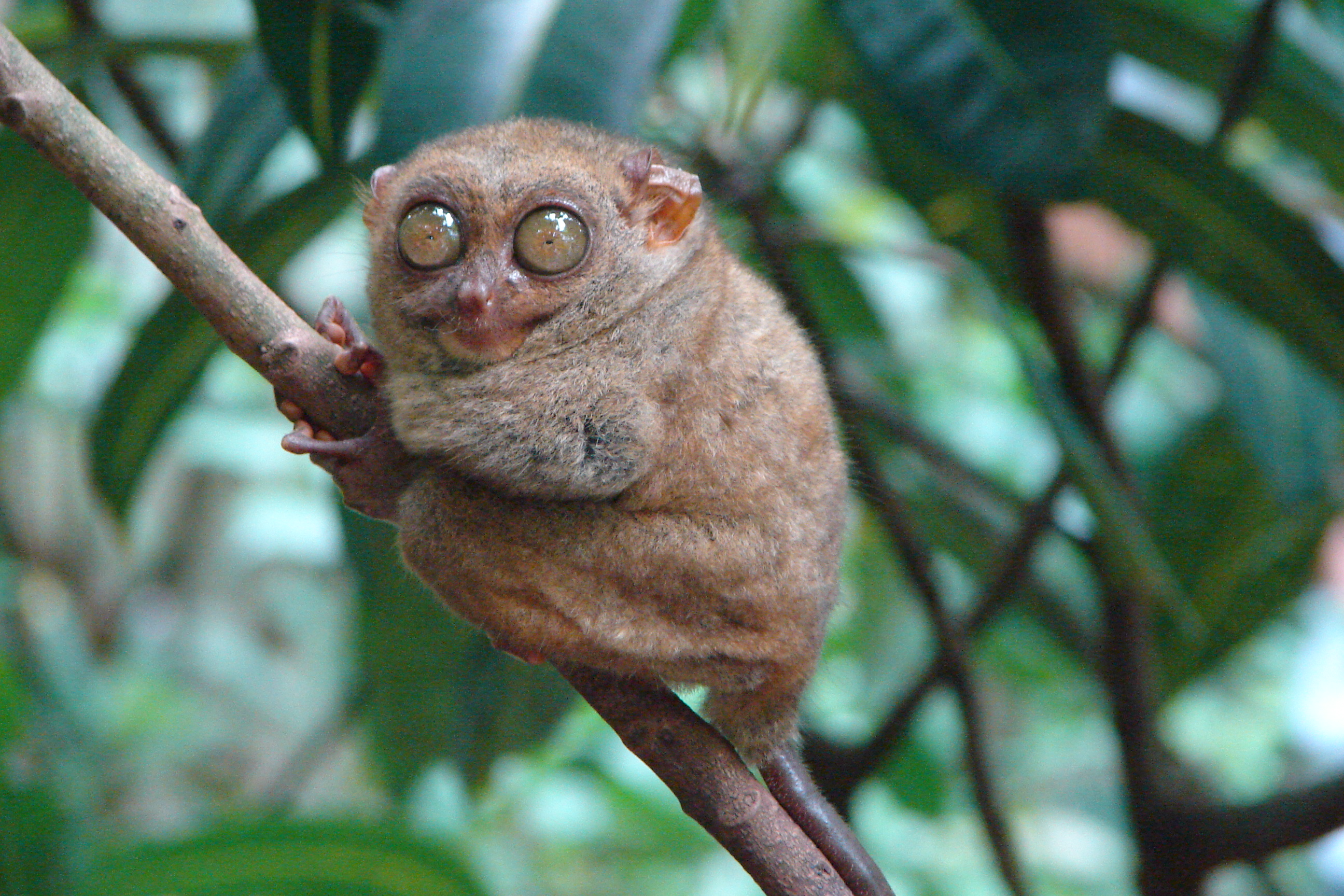
Philippinen-Koboldmaki

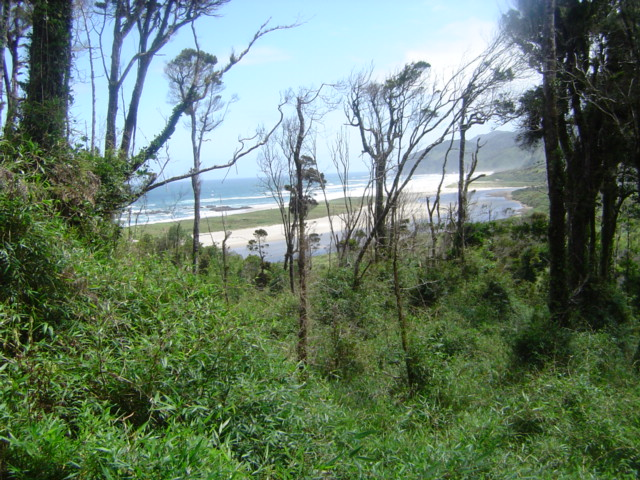
Nationalpark Chiloé

Nachdem die Regionen mit besonders hohem Artenreichtum und einer besonders prekären Schutzsituation identifiziert worden waren, wurden verschiedene Programme aufgelegt. Das Konzept der Hotspots ist mittlerweile Bestandteil vieler weltweit tätiger Institutionen wie der MacArthur and Moore Foundations, der Weltbank und der Global Environment Facility. Daneben arbeiten viele NGOs am Schutz der Hotspots. Insgesamt wurden bisher 750 Millionen Dollar (2003) in die Umsetzung der Strategie investiert. Dies ist die größte Summe, die jemals in ein Naturschutz-Projekt investiert wurde.
Die These der Hotspots basiert auf dem Fakt, dass Naturschützer nicht alle bedrohten Arten mit den bestehenden finanziellen Mitteln aus Spendengeldern schützen können. Deshalb mussten die Aktivisten Prioritäten bei der Planung ihrer Maßnahmen setzen: Wo kann mit dem vorhandenen Geld der größte „Schutzwert“ erzielt werden?
Die Biodiversitäts-Hotspots sind in den meisten Fällen in sozialen und wirtschaftlichen Entwicklungs- und Schwellenländern verortet. Deshalb ist in den meisten Fällen logistische und finanzielle Unterstützung von westlichen Staaten und Organisationen Teil der Strategie.
Zwölf Megadiversityländer trafen sich 2002 im mexikanischen Cancún und schlossen die Declaración de Cancún, der sich bis 2003 zwei weitere Staaten anschlossen.

## Biodiversitäts-Hotspots von nationaler Bedeutung in Deutschland
Das Bundesamt für Naturschutz griff die Hotspot-Idee auf und definierte für die nationale Biodiversitätsstrategie „nationale Hotspots“. Deutschlandweit wurden anhand von Daten zu den FFH-Lebensraumtypen und zum Vorkommen verschiedener Artengruppen 30 Hotspots der Biodiversität identifiziert. Sie weisen eine besonders hohe Dichte und Vielfalt charakteristischer Arten, Populationen und Lebensräume auf. Die Hotspot-Regionen sind über ganz Deutschland verteilt und umfassen etwa 11 % der Landesfläche.
Die naturraumtypische Vielfalt von Landschaften, Lebensräumen und Lebensgemeinschaften sowie die gebietstypische, natürlich und historisch entstandene Artenvielfalt dieser Gebiete soll erhalten bleiben. Aufgrund dessen soll für jeden Hotspot ein Konzept erarbeitet und beispielhafte Maßnahmen umgesetzt werden. Eine langfristige Sicherung der Hotspots soll durch „regionale Partnerschaften“ aus Städten und Gemeinden, Naturschutzakteuren sowie Wirtschafts- und Sozialpartnern erreicht werden.